# Ronaldo Sardenberg
Ronaldo Mota Sardenberg GCMM • GOIH • OC (Itu, 8 de outubro de 1940) é diplomata de carreira.

## Biografia
Formado pela Faculdade Nacional de Direito da Universidade do Brasil (RJ).
A 20 de dezembro de 1977 foi feito Comendador da Ordem do Infante D. Henrique, a 28 de Dezembro de 1978 foi feito Oficial da Ordem Militar de Cristo e a 22 de Setembro de 1981 foi elevado a Grande-Oficial daquela Ordem de Portugal.
Foi ministro chefe da Secretaria de Assuntos Estratégicos da Presidência da República de 1995 a 1998, responsável pelas políticas nuclear e espacial, pela pesquisa sobre segurança das comunicações.
No governo de Fernando Henrique Cardoso assumiu o Ministério da Ciência e Tecnologia, onde assinou, em nome do governo brasileiro, o acordo com o governo dos Estados Unidos para uso do centro de lançamento de Alcântara. Foi embaixador nas Nações Unidas, na Rússia e na Espanha.
Em 2006, foi condecorado pelo vice-presidente José Alencar com a honraria máxima da Ordem do Mérito Militar, a Grã-Cruz especial.
Presidente da Agência Nacional de Telecomunicações (Anatel) de 2007 a 2011, sucessor do conselheiro Plínio de Aguiar Júnior.